# 内迈特巴尼奥
内迈特巴尼奥，是匈牙利维斯普雷姆州所辖的一个村，总面积12.19平方公里，总人口79，人口密度6.5人/平方公里（2010年1月1日）。